# Ivan Jurić
Ivan Jurić (Split, 25 d'agost de 1975) és un exfutbolista i entrenador de futbol croat.

## Carrera com a jugador
Jurić va debutar a nivell professional amb l'H.N.K. Hajduk Split l'any 1994, on aquell mateix any va guanyar la lliga, la copa i la supercopa del seu país.
Tres anys després va donar el salt al futbol espanyol, jugant tres temporades al Sevilla FC, tot i que l'any 2000 va ser cedit a l'Albacete Balompié. Va tornar al seu país el 2001 fitxant pel HNK Šibenik, però allà només va jugar dos partits. El mateix any el F.C.Crotone d'Itàlia es va fer amb els seus serveis, que en aquella època jugava en la Serie B. La temporada 2006-2007 fitxa pel Genoa, portat pel tècnic Gian Piero Gasperini, que ja l'havia entrenat en el Crotone. La temporada següent, el Genoa va pujar de categoria i Juric va debutar a la Serie A. Va penjar les botes en aquest equip el juny del 2010.
Internacionalment amb la selecció croata va debutar en una amistós contra Romania l'11 de febrer del 2009. Amb la seva selecció va jugar quatre partits més, tots ells per la Classificació de la Copa del Món de futbol 2010.

## Carrera com a entrenador
Jurić va començar la seva trajectòria com a tècnic el juliol del 2010 fent de segon entrenador del segon equip del Genoa. L'any següent va formar part del staff tècnic de l'Inter de Milà, sent Gian Piero Gasperini l'entrenador de l'equip nerazzurro. Gasperini fitxa la temporada següent pel Palerm i Juric l'acompanya com a segon entrenador. La temporada 2013-2014 torna a entrenar el segon equip del Genoa i al juny del 2014 fitxa pel Mantova FC durant una temporada. L'any següent va passar a dirigir el F.C.Crotone, amb el qual va pujar a la Serie A. Tot i l'ascens, va optar per no continuar a l'equip calabrès i va fitxar pel Genoa CFC, el juny del 2016, el seu últim club com a jugador.
El primer partit oficial amb el Genoa, va ser en la tercera ronda de la Copa italiana contra la US Lecce, el 12 d'agost de 2016, guanyant 3-2.
Finalitzada la 25è jornada i després de 11 jornades sense cap victòria, va ser acomiadat del Genoa el 19 de febrer de 2017, sent substituit per Andrea Mandorlini. Al cap de dos mesos, el 10 abril de 2017 és novament contractat per entrenar el Genoa en substitució de Mandorlini. El Genoa va finalitzar la temporada en la 16è posició i Juric va ser confirmat per la temporada següent.
El 5 de novembre de 2017, a la 12a jornada, després de perdre el Derbi de la Llanterna va ser acomiadat, després d'un balanç d'1 victòria, 3 empats i 8 derrotes. El seu substitut va ser Davide Ballardini.
Pràcticament un any després, el 9 d'octubre del 2018 Juric va ser novament reclamat pel Genoa com a entrenador, substituint a Ballardini. Va agafar l'equip a meitat de la taula, amb 4 victòries i 3 empats, quan el Genoa estava fent el millor inici dels últims anys. El 6 de desembre de 2018 Juric va ser acomiadat després de ser eliminat de la Copa italiana al perdre per penals contra el Virtus Entella de la Serie C. A la Serie A el seu balanç va ser de 4 derrotes, 3 empats i 0 victòries.
El 14 de juny de 2019 Juric va signar com a entrenador de l'Hellas Verona, club que acabava de pujar a la Serie A. Va acabar la temporada en 9a posició amb 12 victòries, 13 empats	i 12 derrotes. El 22 juliol de 2020 va signar novament un contracte per tres anys amb el Verona, quan només quedaven tres partits per finalitzar la temporada i l'equip es trobava en la 9a posició amb 11 victòries, 13 empats i 11 derrotes.